# Le Christ de la philosophie

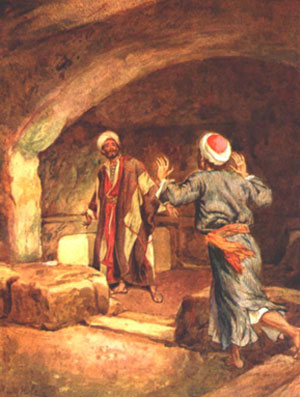
Les apôtres Jean et Pierre entrent dans le tombeau vide par William Hole (1908)

Le Christ de la philosophie est un essai du philosophe et théologien Xavier Tilliette, s.j., publié en 1990 par les éditions du Cerf dans la collection « Cogitatio Fidei », dirigée par Claude Geffré, o.p.. L'ouvrage a été récompensé en 1991 par le prix Montyon de l'Académie française. Il propose la synthèse d'une discipline nouvelle au sein de la christologie : la christologie philosophique.

## Propos de l'ouvrage
Sous-titré « Prolégomènes à une christologie philosophique », le livre est dédié à Victor Oertig, Jean Daniélou, Hans Urs von Balthasar et Henri de Lubac, auxquels l'auteur rend hommage au fil des chapitres. 
Son constat initial, dû à une quinzaine d'années de recherches et de publications, est que la philosophie ne doit probablement pas « se contenter d'une christologie seulement empirique, c'est-à-dire du Christ vu par les philosophes [...], croyants ou non ». Il importe donc de « chercher où gît l'affinité de la philosophie à la christologie, et inversement quel est l'impact de la christologie – pas seulement du Christ – sur la philosophie ».